# The Old Oak
The Old Oak är en brittisk dramafilm från 2023. Filmen är regisserad av Ken Loach efter ett manus skrivet av Paul Laverty.
Filmen hade världspremiär på filmfestivalen i Cannes den 26 maj 2023. Den hade biopremiär i Sverige den 26 januari 2024, utgiven av Scanbox Entertainment.

## Handling
Filmen kretsar kring puben The Old Oak som kämpar för överlevnad i en alltmer avfolkad nordengelsk gruvby. När ett antal syriska flyktingar kommer till samhället delas samhället. Men pubägaren TJ Ballantyne blir vän med flyktingen Yara, och börjar snart se möjligheter snarare än hot.

## Rollista (i urval)
- Dave Turner – TJ Ballantyne
- Ebla Mari – Yara
- Claire Rodgerson – Laura
- Trevor Fox – Charlie
- Chris McGlade – Vic
- Col Tait – Eddy
- Jordan Louis – Garry